# Blood Bunny
Blood Bonny — студийный альбом американской инди-поп певицы Хлои Мориондо, вышедший 7 мая 2021 года на лейбле Fueled by Ramen.

## Предыстория
24 апреля 2020 года певица выпустила свой второй мини-альбом Spirit Orb самиздатом, после его выпуска, в августе 2020 года Хлоя подписала контракт с лейблом Fueled by Ramen.

## Выпуск и продвижение
Первым синглом из альбома стал «Manta Rays», это последний сингл до подписания контракта с Fueled by Ramen. Второй сингл «I Want to Be with You» вышел 21 августа 2020 года, а третий «Girl on TV» 12 ноября, четвертый и последний «I Eat Boys» 1 апреля 2021 года соответственно. 16 июля 2021 года вышла акустическая версия альбома, под названием Blood Bonny (acoustic). 10 июня 2022 года вышла расширенная версия альбома, куда вошёл новый трек «Hell Hounds»  и четыре акустических из акустической версии альбома.

### Варианты изданий
На стриминговых площадках альбом вышел 7 мая 2021 года, а в физической версии CD 17 мая. 25 октября 2021 года вышло физическое издание в виде виниловой пластинке.

## Название
В интервью Clash у Хлои спросили про то, что её вдохновило на название альбома, на вопрос Хлоя ответила, что всегда считала кроликов милыми и сравнила свой первый мини-альбом Rabbit Hearted с этим, сказав:

 Хлоя Мориондо: Итак, теперь я думаю, что это действительно хорошая эволюция этого проекта. Надеюсь, действительно большая эволюция. Это намного более кроваво и мне нравится возиться с кровью и говорить о некоторых грубых вещах. Мне очень нравятся ужасы, поэтому я подумала, что Blood Bunny вполне подходит.

Оригинальный текст (англ.)Chloe Moriondo: So, now, I think this is a really nice evolution from that project. A really big evolution, hopefully. It's a bit gorier and I like to mess around with blood and talk about some gross stuff. I really like horror so I thought Blood Bunny was pretty fitting.

## Отзывы
| Совокупная оценка  | Совокупная оценка                                                        |
| Источник           | Оценка                                                                   |
| ------------------ | ------------------------------------------------------------------------ |
| Metacritic         | 82/100                                                                   |
| Оценки критиков    |                                                                          |
| Источник           | Оценка                                                                   |
| NME                | 4 из 5 звёзд · 4 из 5 звёзд · 4 из 5 звёзд · 4 из 5 звёзд · 4 из 5 звёзд |
| Clash              | 7/10                                                                     |
| DIY                | 4 из 5 звёзд · 4 из 5 звёзд · 4 из 5 звёзд · 4 из 5 звёзд · 4 из 5 звёзд |
| The New York Times | 4 из 5 звёзд · 4 из 5 звёзд · 4 из 5 звёзд · 4 из 5 звёзд · 4 из 5 звёзд |
| Sputnikmusic       | 4.0/5                                                                    |
| The Observer       | 4 из 5 звёзд · 4 из 5 звёзд · 4 из 5 звёзд · 4 из 5 звёзд · 4 из 5 звёзд |

Альбом получил в целом положительные отзывы критиков, на сайте-агрегаторе Metacritic альбом получил 82 балла из 100 баллов на основе 7 рецензий, что указывает на «в целом положительные отзывы». Алекс Карбе из DIY оценил альбом на 4 звезды из 5 сказав, что «несмотря на свои недостатки, Blood Bunny отлично справляется с демонстрацией того, что может предложить эта яркая молодая звезда». Элоиза Балмер, рецензент The Line of Best Fit считает, что альбом «кристаллизация путешествия, изменчивого и преходящего, важного и достойного воплощения в музыку», поставив альбому 8 из 10. Sowing в своей рецензии для Sputnikmusic, написал про Blood Bunny — «один из тех легкодоступных альбомов, которые каким-то образом полностью сохраняют свою индивидуальность». Ханна Милреа для рецензии в NME написала, что лирика Хлои «просвечивается, независимо от того, направляет ли она своих невероятных музыкальных героев или окутывает свою музыку чем-то более тонким». Кейтлин Сибторп, в рецензии для журнала Clash написала, что все 13 треков «вызывают воспоминания об эмоциональном изобилии это — ее истинная отправная точка».

## Композиции
Говоря про альбом, Хлоя отмечала, что в нём повествуется о своём личном опыте, при его написании она надеялась на то, что люди, которые чувствуют те же чувства, могли найти какое-то утешение. В открывающем треке альбома «Really Don’t Care» является сообщением для людей, которые пишут негативные комментарии про вас. «I Eat Boys», вторая композиция, в интервью NME Хлоя поделилась, что композиция рассказывает о ненависти к «надоедливым мальчикам-подросткам и парням со всего мира, которые отстойны, отвратительны и ужасны» на написании композиции певицу вдохновил фильм «Тело Дженнифер», по её словам из него родилась концепция трека. В «Manta Rays» поётся о «нездоровом влечении», как говорит певица, записывая эмоциональный припев у неё было ощущение, что она спит под водой. Поп-панк песня «Girl on TV» рассказывает о зависти «легкой» жизни девушек по телевизору. Жанром пятой композиции «I Want To Be With You» является пауэр-поп, в нём певица переходит от «нежной баллады к мощному» к «гимновому припеву».  В «Slacker» присутствует эхо барабанов и мягкое звучание гитары. В девятой песне «Favorite Band» поётся And Hayley, just gets me, the way you never did, упоминая Хейли из группы Paramore, как говорит Хлоя: «я, наверное бы, умерла, если бы она услышала что-нибудь из того, что я сделала». «Vapor» представляет собой всплески громкой мелодии с «шипящем» припевом. В последней песне «What If It Doesn’t End Well» звучит акустическая гитара, грохот барабанов, темой композиции является вопросы о том, стоит ли стараться над отношениями, если они закончатся.

### Список композиций
| №   | Название                      | Длительность |
| --- | ----------------------------- | ------------ |
| 1.  | «Rly Don’t Care»              | 2:26         |
| 2.  | «I Eat Boys»                  | 2:42         |
| 3.  | «Manta Rays»                  | 3:31         |
| 4.  | «Girl on TV»                  | 3:12         |
| 5.  | «I Want To Be With You»       | 2:59         |
| 6.  | «Slacker»                     | 4:24         |
| 7.  | «Take Your Time»              | 2:21         |
| 8.  | «Bodybag»                     | 2:38         |
| 9.  | «Favorite Band»               | 3:41         |
| 10. | «Samantha»                    | 3:35         |
| 11. | «Strawberry Blonde»           | 3:47         |
| 12. | «Vapor»                       | 4:44         |
| 13. | «What If It Doesn’t End Well» | 3:41         |

Расширенная версия
| №   | Название                           | Длительность |
| --- | ---------------------------------- | ------------ |
| 1.  | «Rly Don’t Care»                   | 2:26         |
| 2.  | «I Eat Boys»                       | 2:42         |
| 3.  | «Manta Rays»                       | 3:31         |
| 4.  | «Girl on TV»                       | 3:12         |
| 5.  | «I Want To Be With You»            | 2:59         |
| 6.  | «Slacker»                          | 4:24         |
| 7.  | «Take Your Time»                   | 2:21         |
| 8.  | «Bodybag»                          | 2:38         |
| 9.  | «Favorite Band»                    | 3:41         |
| 10. | «Samantha»                         | 3:35         |
| 11. | «Strawberry Blonde»                | 3:47         |
| 12. | «Vapor»                            | 4:44         |
| 13. | «What If It Doesn’t End Well»      | 3:41         |
| 14. | «I Eat Boys (feat. dodie)»         | 2:44         |
| 15. | «Living Virtually»                 | 3:03         |
| 16. | «Slacker (Cavetown Version)»       | 4:24         |
| 17. | «GIRL ON TV (voice memo)»          | 3:57         |
| 18. | «Favorite Band (voice memo)»       | 4:50         |
| 19. | «Strawberry Blonde (voice memo)»   | 3:19         |
| 20. | «i want to be with you (acoustic)» | 2:58         |
| 21. | «manta rays (acoustic)»            | 3:51         |
| 22. | «girl on tv (acoustic)»            | 3:29         |
| 23. | «take your time (acoustic)»        | 2:21         |
| 24. | «Hell Hounds»                      | 2:02         |

Акустическая версия
| №  | Название                         | Длительность |
| -- | -------------------------------- | ------------ |
| 1. | «i want to be with u (acoustic)» | 2:58         |
| 2. | «manta rays (acoustic)»          | 3:51         |
| 3. | «girl on tv (acoustic)»          | 3:29         |
| 4. | «take your time (acoustic)»      | 2:21         |